# 스타케이 엔터테인먼트
스타케이 엔터테인먼트(STAR K Entertainment)는 대한민국의 연예 기획사이다. 서울특별시 강남구에 본사가 있다. 김종학 프로덕션 매니저사업부 대표인 김병선 대표가 사업부를 인수해 2006년 1월 분사한 회사이다. 배우 연예 기획사이며, 신인위주의 인재발굴을 하는 시스템이고, 모든 배우가 신인으로 시작하여 스타로 성공하였다. 유아인, 문채원, 박시후, 정일우, 이다해, 최정원, 연정훈, 엄지원, 이다희, 백성현, 재희 등은 스타케이에서 발굴된 신인이다.

## 소속 연예인
- 정일우
- 윤아정
- 장아영
- 양승필
- 임재인